# Orthocentrus petiolaris
Orthocentrus petiolaris là một loài tò vò trong họ Ichneumonidae.